# Nelson Insfrán
Nelson Federico Insfrán (n. Clorinda, Formosa, Argentina; 24 de mayo de 1995) es un futbolista argentino. Juega como arquero en Gimnasia y Esgrima La Plata, de la Liga Profesional.

## Trayectoria

### Inicios
Surgido de las inferiores de Gimnasia y Esgrima La Plata, en 2016 es cedido a Defensores de Cambaceres de la Primera C Argentina, para formar parte del plantel que competiría el Campeonato Transición Primera C 2016 y el Campeonato de Primera C 2016-17.
En su estadía en el club de Ensenada, jugó 30 partidos y recibió 39 goles, manteniendo en 6 encuentros la valla invicta.

### Gimnasia y Esgrima La Plata
Luego de su cesión, pasó varias temporadas compitiendo con el plantel de reserva del equipo platense hasta que debutó con el primer equipo el 29 de noviembre de 2019 en el empate 1 a 1 frente a Banfield por la fecha 15 de la Liga Profesional Argentina 2019-20.
Los siguientes dos años disputaría 4 encuentros más con el club, llegando a un total de 5 partidos jugados con el "lobo", donde recibió 3 goles y no le encajaron ninguno en otros 3.

### Central Córdoba (SdE)
Para el Campeonato de Primera División 2022, es enviado a préstamo a Central Córdoba de Santiago del Estero.
Debutó y jugó su único partido con el "ferroviario" el 5 de abril de 2022 por un partido correspondiente a la Copa Argentina frente a Gimnasia y Esgrima de Jujuy. En dicho encuentro el equipo santiagueño perdería por penales luego de empatar en cero durante los 90 minutos.

### San Martín de Tucumán
El 4 de agosto de 2022 se suma a préstamo a San Martín de Tucumán hasta la finalización del Torneo de Primera Nacional 2022.
Su paso por el "ciruja" lo finalizó sin disputar ningún partido con el club.

## Estadísticas

### Inferiores
Actualizado de acuerdo al último partido jugado en 2021.
| Club                              | Div.          | Temporada     | Liga  | Liga  | Liga  | Copas nacionales | Copas nacionales | Copas nacionales | Total | Total | Total |
| Club                              | Div.          | Temporada     | Part. | G. R. | V. I. | Part.            | G. R.            | V. I.            | Part. | G. R. | V. I. |
| --------------------------------- | ------------- | ------------- | ----- | ----- | ----- | ---------------- | ---------------- | ---------------- | ----- | ----- | ----- |
| Gimnasia y Esgrima (LP) Argentina | Res.          | 2016-17       | 10    | 12    | 3     | —                | —                | —                | 10    | 12    | 3     |
| Gimnasia y Esgrima (LP) Argentina | Res.          | 2017-18       | 8     | 15    | 1     | —                | —                | —                | 8     | 15    | 1     |
| Gimnasia y Esgrima (LP) Argentina | Res.          | 2018-19       | 9     | 12    | 0     | —                | —                | —                | 9     | 12    | 0     |
| Gimnasia y Esgrima (LP) Argentina | Res.          | 2019-20       | 2     | 1     | 1     | —                | —                | —                | 2     | 1     | 1     |
| Gimnasia y Esgrima (LP) Argentina | Res.          | 2021          | 11    | 10    | 5     | —                | —                | —                | 11    | 10    | 5     |
| Gimnasia y Esgrima (LP) Argentina | Total club    | Total club    | 40    | 50    | 10    | 0                | 0                | 0                | 40    | 50    | 10    |
| Total carrera                     | Total carrera | Total carrera | 40    | 50    | 10    | 0                | 0                | 0                | 40    | 50    | 10    |
|                                   |               |               |       |       |       |                  |                  |                  |       |       |       |

### Clubes
Actualizado de acuerdo al último partido jugado el 28 de julio de 2024.
| Club                               | Div.          | Temporada     | Liga  | Liga  | Liga  | Copas nacionales | Copas nacionales | Copas nacionales | Torneos internacionales | Torneos internacionales | Torneos internacionales | Total | Total | Total |
| Club                               | Div.          | Temporada     | Part. | G. R. | V. I. | Part.            | G. R.            | V. I.            | Part.                   | G. R.                   | V. I.                   | Part. | G. R. | V. I. |
| ---------------------------------- | ------------- | ------------- | ----- | ----- | ----- | ---------------- | ---------------- | ---------------- | ----------------------- | ----------------------- | ----------------------- | ----- | ----- | ----- |
| Defensores de Cambaceres Argentina | 4.ª           | 2016          | 14    | 18    | 2     | —                | —                | —                | —                       | —                       | —                       | 14    | 18    | 2     |
| Defensores de Cambaceres Argentina | 4.ª           | 2016-17       | 16    | 21    | 4     | —                | —                | —                | —                       | —                       | —                       | 16    | 21    | 4     |
| Defensores de Cambaceres Argentina | Total club    | Total club    | 30    | 39    | 6     | 0                | 0                | 0                | 0                       | 0                       | 0                       | 30    | 39    | 6     |
| Gimnasia y Esgrima (LP) Argentina  | 1.ª           | 2019-20       | 2     | 1     | 1     | 1                | 0                | 1                | —                       | —                       | —                       | 3     | 1     | 2     |
| Gimnasia y Esgrima (LP) Argentina  | 1.ª           | 2020          | —     | —     | —     | 1                | 0                | 1                | —                       | —                       | —                       | 1     | 0     | 1     |
| Gimnasia y Esgrima (LP) Argentina  | 1.ª           | 2021          | 1     | 2     | 0     | —                | —                | —                | —                       | —                       | —                       | 1     | 2     | 0     |
| Gimnasia y Esgrima (LP) Argentina  | 1.ª           | 2023          | 1     | 3     | 0     | 1                | 0                | 1                | 1                       | 2                       | 0                       | 3     | 5     | 1     |
| Gimnasia y Esgrima (LP) Argentina  | 1.ª           | 2024          | 8     | 10    | 1     | 15               | 24               | 4                | —                       | —                       | —                       | 23    | 34    | 5     |
| Gimnasia y Esgrima (LP) Argentina  | Total club    | Total club    | 12    | 16    | 2     | 18               | 24               | 7                | 1                       | 2                       | 0                       | 31    | 42    | 9     |
| Central Córdoba (SdE) Argentina    | 1.ª           | 2022          | —     | —     | —     | 1                | 0                | 1                | —                       | —                       | —                       | 1     | 0     | 1     |
| Central Córdoba (SdE) Argentina    | Total club    | Total club    | 0     | 0     | 0     | 1                | 0                | 1                | 0                       | 0                       | 0                       | 1     | 0     | 1     |
| Total carrera                      | Total carrera | Total carrera | 42    | 55    | 8     | 19               | 24               | 8                | 1                       | 2                       | 0                       | 62    | 81    | 16    |
| 1. 2. 3.                           |               |               |       |       |       |                  |                  |                  |                         |                         |                         |       |       |       |